# Stichorkis
Stichorkis é um género botânico pertencente à família das orquídeas (Orchidaceae).